# شماره ۱۱۱ (فیلم ۱۹۳۸)
شماره ۱۱۱ (انگلیسی: Number 111) یک فیلم است که در سال ۱۹۳۸ منتشر شد.